# Pločnik, Prokuplje
Pločnik (izvirno srbsko Плочник) je naselje v Srbiji, ki upravno spada pod Občino Prokuplje; slednja pa je del Topliškega upravnega okraja.

## Demografija
V naselju živi 155 polnoletnih prebivalcev, pri čemer je njihova povprečna starost 50,9 let (48,5 pri moških in 53,4 pri ženskah). Naselje ima 79 gospodinjstev, pri čemer je povprečno število članov na gospodinjstvo 2,30.
To naselje je popolnoma srbsko (glede na rezultate popisa iz leta 2002), a v času zadnjih treh popisov je opazno zmanjšanje števila prebivalcev.
|  |

| Demografija | Demografija     | Demografija     |
| Leto        | Št. prebivalcev | Št. prebivalcev |
| ----------- | --------------- | --------------- |
|             |                 |                 |
|             |                 |                 |
|             |                 |                 |
|             |                 |                 |
| 1948        | 598             |                 |
| 1953        | 633             |                 |
| 1961        | 585             |                 |
| 1971        | 458             |                 |
| 1981        | 326             |                 |
| 1991        | 236             | 236             |
| 2002        | 182             | 182             |
|             |                 |                 |

| Etnična sestava po popisu iz leta 2002 | Etnična sestava po popisu iz leta 2002 | Etnična sestava po popisu iz leta 2002 | Etnična sestava po popisu iz leta 2002 | Etnična sestava po popisu iz leta 2002 |
| -------------------------------------- | -------------------------------------- | -------------------------------------- | -------------------------------------- | -------------------------------------- |
| Srbi                                   | Srbi                                   |                                        | 182                                    | 100,0%                                 |
| Neznano                                | Neznano                                |                                        | 0                                      | 0,0%                                   |